# Таганай (Челябинская область)
Тагана́й — посёлок в Златоустовском городском округе Челябинской области России.

## География
Расположен в 6 километрах от окружного центра города Златоуста.

## Население
| 2002 | 2010 |
| ---- | ---- |
| 22   | ↘20  |

По данным Всероссийской переписи, в 2010 году численность населения посёлка составляла 20 человек (10 мужчин и 10 женщин).

## Улицы
В настоящее время в посёлке нет ни одной улицы

## Транспорт
В посёлке на историческом ходе Транссиба расположен остановочный пункт Таганай Южно-Уральской железной дороги.